# 사랑아 나는 통곡한다 (1970년 영화)
"사랑아 나는 통곡한다"는 1970년 개봉한 대한민국의 영화이다.

## 배역
- 김지미
- 박노식
- 이대엽